# Zimbabwe ai Giochi della XXXIII Olimpiade
Lo Zimbabwe ha partecipato ai Giochi della XXXIII Olimpiade, svoltisi a Parigi dal 26 luglio all'11 agosto 2024, con una delegazione di 7 atleti, 5 uomini e 2 donne, in 3 discipline.
I portabandiera alla cerimonia di apertura sono stati Makanakaishe Charamba e Paige van der Westhuizen.

## Delegazione
| Sport            | Uomini | Donne | Totale |
| ---------------- | ------ | ----- | ------ |
| Atletica leggera | 3      | 1     | 4      |
| Canottaggio      | 1      | 0     | 1      |
| Nuoto            | 1      | 1     | 2      |
| Totale           | 5      | 2     | 7      |

## Risultati

### Atletica leggera
| Q | Qualificato al turno successivo per la posizione in qualificazione                                                           |
| q | Qualificato per il turno successivo per ripescaggio o, negli eventi su campo, conquistando la misura minima per qualificarsi |

Maschile
Eventi su pista e strada
| Atleta                | Evento   | Batteria | Batteria  | Ripescaggi | Ripescaggi | Semifinale | Semifinale | Finale  | Finale    |
| Atleta                | Evento   | Tempo    | Risultato | Tempo      | Risultato  | Tempo      | Risultato  | Tempo   | Risultato |
| --------------------- | -------- | -------- | --------- | ---------- | ---------- | ---------- | ---------- | ------- | --------- |
| Makanakaishe Charamba | 200 m    | 20"27    | 2º Q      | Bye        | Bye        | 20"31      | 3º q       | 20"53   | 8º        |
| Tapiwanashe Makarawu  | 200 m    | 20"07    | 2º Q      | Bye        | Bye        | 20"16      | 3º q       | 20"10   | 6º        |
| Isaac Mpofu           | Maratona | N.D.     | N.D.      | N.D.       | N.D.       | N.D.       | N.D.       | 2'10"09 | 19º       |

Femminile
Eventi su pista e strada
| Atleta          | Evento   | Finale | Finale    |
| Atleta          | Evento   | Tempo  | Risultato |
| --------------- | -------- | ------ | --------- |
| Rutendo Nyahora | Maratona | dnf    | dnf       |

## Canottaggio
Maschile
| Atleta      | Evento  | Batterie | Batterie   | Ripescaggi | Ripescaggi | Quarti di finale | Quarti di finale | Semifinali | Semifinali | Finale  | Finale |
| Atleta      | Evento  | Tempo    | Classifica | Tempo      | Classifica | Tempo            | Classifica       | Tempo      | Classifica |         |        |
| ----------- | ------- | -------- | ---------- | ---------- | ---------- | ---------------- | ---------------- | ---------- | ---------- | ------- | ------ |
| Stephen Cox | Singolo | 7'11"98  | 4° R       | 7'22"45    | 4° SE/F    | 7'36"59          | Bye              | Bye        | 2° FE      | 7'09"34 | 29°    |

Legenda Qualificazione: FA=Finale A (Medaglie); FB=Finale B (non per le medaglie); FC=Finale C (non per le medaglie); FD=Finale D (non per le medaglie); FE=Finale E (non per le medaglie); FF=Finale F (non per le medaglie); SA/B=Semifinali A/B; SC/D=Semifinali C/D; SE/F=Semifinali E/F; QF=Quarti di finale; R=Ripescaggio

## Nuoto
Maschile
| Atleta             | Evento      | Batterie | Batterie   | Semifinali      | Semifinali      | Finale          | Finale          |
| Atleta             | Evento      | Tempo    | Classifica | Tempo           | Classifica      | Tempo           | Classifica      |
| ------------------ | ----------- | -------- | ---------- | --------------- | --------------- | --------------- | --------------- |
| Denilson Cyprianos | 200 m dorso | 2'01"91  | 28°        | non qualificato | non qualificato | non qualificato | non qualificato |

Femminile
| Atleta                   | Evento             | Batterie | Batterie   | Semifinali      | Semifinali      | Finale          | Finale          |
| Atleta                   | Evento             | Tempo    | Classifica | Tempo           | Classifica      | Tempo           | Classifica      |
| ------------------------ | ------------------ | -------- | ---------- | --------------- | --------------- | --------------- | --------------- |
| Paige van der Westhuizen | 100 m stile libero | 58"19    | 25º        | non qualificata | non qualificata | non qualificata | non qualificata |